# Spread tow
Spread tow (česky: rozestřený roving) je technologie přeměny tvaru svazku filamentů z rovingu na tenkou stužku. Technika přeměny spočívá v rozložení rovingu a v jednosměrném uložení jednotlivých filamentů. S použitím spread tow se dají vyrábět prepregy pro vláknové kompozity s nižší hmotností, vyšší specifikou pevností a nižším zprohýbáním textilie. Např. filamenty z rovingu s tloušťkou 5 mm se rozestřou do tvaru stužky s šířkou 25 mm a tloušťkou 0,8 mm.

## Druhy výrobků ze spread tow
První patent na spread tow podal vynálezce Khokar v roce 1995 ve  Švédsku, asi  od roku 2001 se zpracovávají touto metodou rovingy z umělých vláken ke zpevnění kompozitů průmyslově na speciálních strojích (v západní Evropě, USA a Japonsku). Údaje o rozsahu celosvětové výroby nebyly dosud publikovány, na konci 2. dekády 21. století je jen známé, že asi 80 %  uhlíkových vláken se zpracovává technologií spread tow.

## Techniky rozložení rovingu
| Systém              | Konstrukce zařízení                      | Podmínky provozu                                                       | Možnosti použití, nedostatky                                           |
| ------------------- | ---------------------------------------- | ---------------------------------------------------------------------- | ---------------------------------------------------------------------- |
| tažení přes tyče    | 3–5 kulatých tyčí zahřátých na 22–150 °C | filamenty obepínají 1/4 až 1/2 povrchu tyčí, napětí 20 N               | šířka stuhy max. trojnásobek tloušťky rovingu, rychlost max. 25 m/min, |
| proud vzduchu       | štěrbinovité trysky                      | proud vzduchu pod úhlem 0-120°, tlak 6 barů                            | šířka stuhy max. 7× tloušťky rovingu, vhodné jen pro jemné filamenty   |
| vibrace ultrazvukem | 3–5 tyčí                                 | f. obepínají 1/3 povrchu tyčí, napětí 20 N frekvence ultrazvuku 30 kHz | nedá se použít pro skleněná a křehká uhlíková vlákna (z pryskyřice)    |

Stroje na spread tow se staví v několika variantách, např. s otočnými tyčemi, s regulací šířky stuhy atd. Provozní rychlost dosahuje max. 100 m/min.

## Aplikace spread tow v průmyslové výrobě
Zařízení používaná na konci 2. dekády 21. století k průmyslové výrobě prepregů pro vláknové kompozity:
- Výrobní linka: cívečnice na rovingy (1K – 60Kx) -  ústrojí k rozložení filamentů (na šířku do cca 30 cm) – odvádění stuhy – navíjecí jednotka na cívku s objemem až 1000 metrů stuhy

(x 60K = 60 000 filamentů ve svazku)
Linky jsou většinou specializované na určitý segment tloušťky rovingů a jemnosti výsledné filamentové stužky v závislosti na dalším použití, na druhu zpracovávaných vláken atd. Odváděcí rychlost dosahuje maximálně 100 m/min.
Pokusně se vyrábějí (v roce 2018) stuhy s jemností 120 g/m2 z extrémně hrubých 600K rovingů. Dosud nejjemnější prepregy byly vyrobeny z aramidů: 20 g/m2 z filamentů s průměrem 9 µm.
Použití pásů z filamentů spread tow:
- Ruční zpracování na výztuže  vláknových kompozitů. Linka na spread tow se často spojuje s  impregnačním zařízením.[3]

- Strojní kladení jednoho nebo více pásů nad sebou, tvarování, impregnace a stříhání hotových prepregů. Šířka do cca 30 cm, provozní rychlost až 300 m/hod.

Na stroji se dají také družit tzv. ultratenké stuhy (thin ply technology), např. 4 x 25 g/m2 nad sebou, případně kladené v rozdílných směrech. (Tyto prepregy se dají zhotovit jen strojově).
- Proplétací stroj (asi od roku 2007): stužky ze spread tow v šířce do 25 cm se předkládají na cívkách jako osnova nebo linka na výrobu stužek a proplétání se spojuje do agregátu. Výsledný proplet se stabilizuje útkem ze spread tow stužek. Útek se může zanášet v různých směrech.[2]

- Na tkacích strojích se (v roce 2018) dá vyrábět prepreg z uhlíkových nebo skleněných osnovních pásů 25 mm širokých. S 50 útky za minutu se zhotoví 1,25 m tkaniny 180 cm široké. Na pokusném agregátu z linky na stužky a tkacího stroje se vyrábějí také 3D tkaniny a ve vývoji jsou tkaniny se spread tow útkem.[2]